# Charter Arms
A Charter Arms Co. é uma fabricante americana de revólveres. Durante sua história de 1964 até os dias atuais, a Charter Arms produziu revólveres com câmaras nos seguintes calibres: .22 Long Rifle, .22 Winchester Magnum, .32 Long, .32 H&R Magnum, .327 Federal Magnum, .38 Special, .357 Magnum, 9x19mm Parabellum, .40 Smith & Wesson, .41 Remington Magnum, .44 Special, .45 ACP e .45 Colt. Os revólveres mais famosos fabricados pela Charter Arms são o ".44 Special Bulldog"" e o ".38 Special Bulldog Pug".

## Histórico

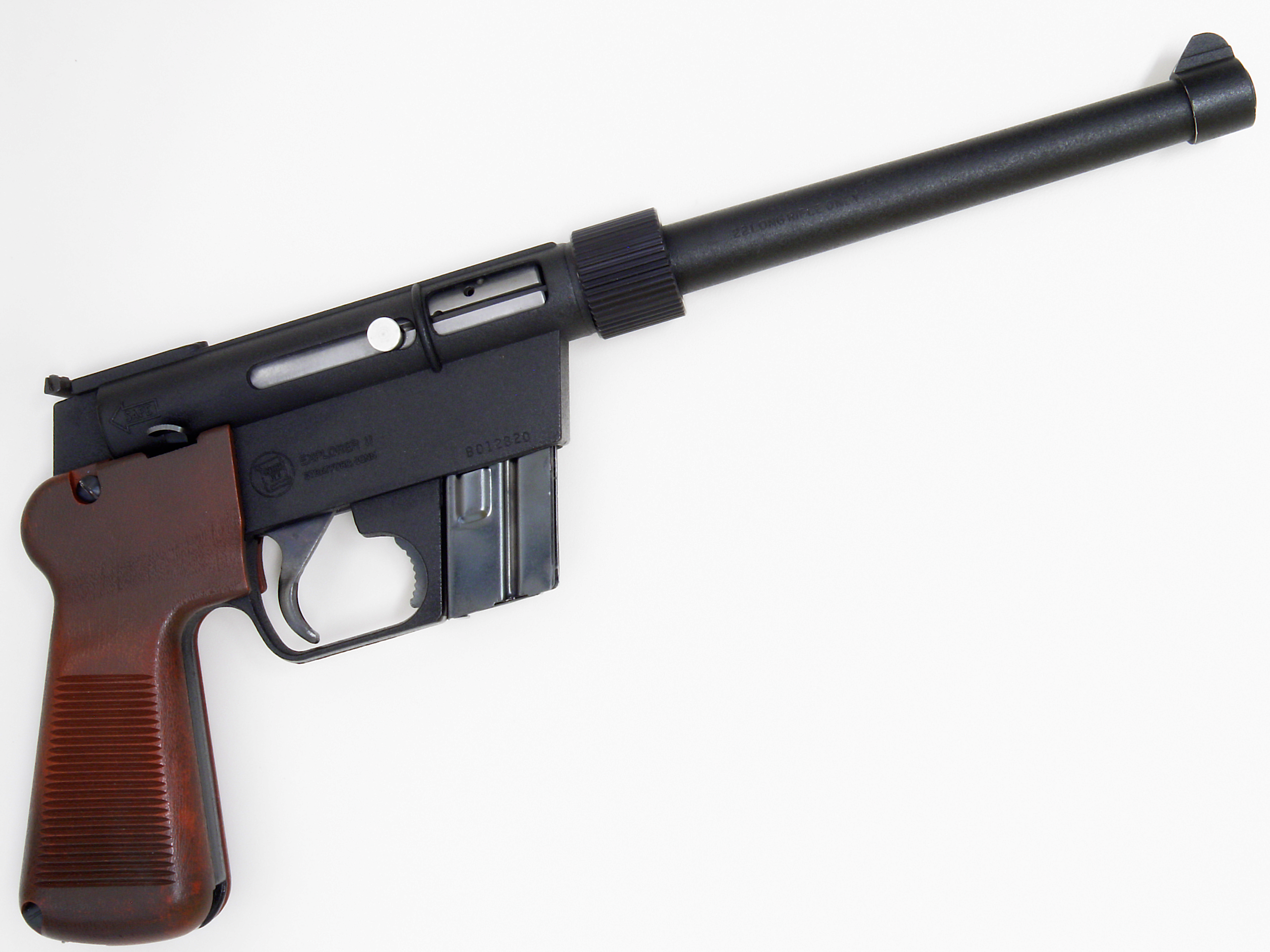
Charter Arms Explorer II em .22 LR.

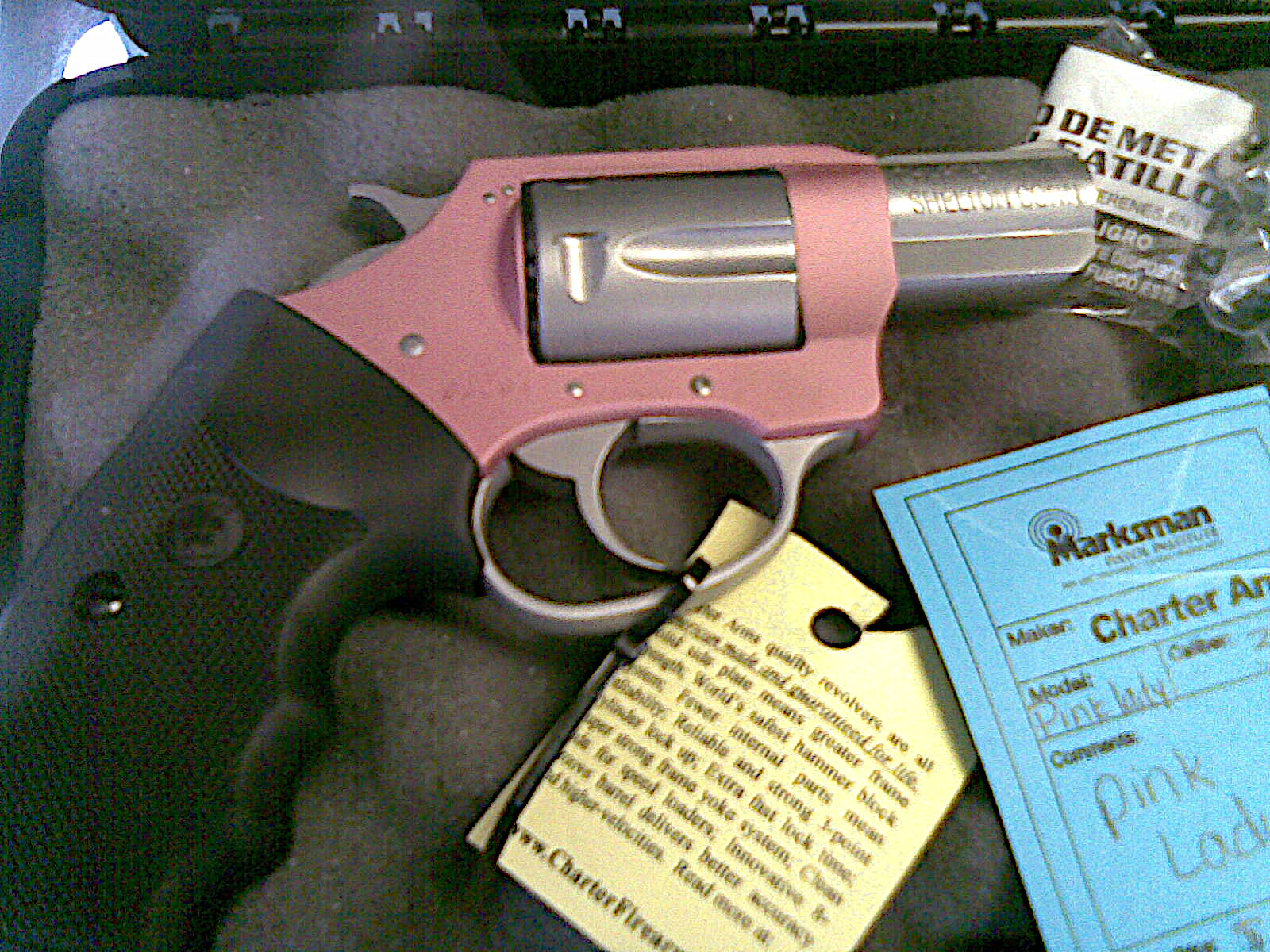
Charter Arms Pink Lady em .38 Special.

Douglas McClenahan, um jovem designer de armas que já havia trabalhado para a Colt, High Standard e Sturm, Ruger fundou a Charter Arms em 1964 para produzir revólveres. Sua primeira pistola foi um revólver de cinco tiros chamado "Undercover" com câmara de calibre .38 Special. A inovação de McClenahan foi evitar o uso de designs de placas laterais fabricados por outros fabricantes de revólveres para uma estrutura de uma peça, dando ao novo revólver uma força que lhe permitiu atirar com segurança em altas cargas. McClenahan também reduziu o número de peças móveis usadas na arma e criou um dispositivo de segurança para o pino de disparo.
A empresa, então localizada em Stratford, Connecticut, faliu em 1996, mas o design e a marca "Charter" foram ressuscitados pela Charter 2000, fundada pela família Ecker. A nova empresa capitalizou a fama dos antigos revólveres Charter Arms. As operações foram transferidas para Shelton, Connecticut.
Baseando sua nova linha de armas no design básico de armas Charter, a nova empresa fez algumas melhorias, como o uso de um cano de uma peça e mira frontal. Os canos dos novos modelos são usinados com oito raias em vez de seis para maior velocidade, trajetória mais plana e melhor precisão. Os novos modelos apresentam um sistema de cão completamente bloqueado para que a arma não possa disparar a menos que o gatilho seja levado totalmente para trás.
Além de reintroduzir o "Undercover" em .38 Special e o "Bulldog" em .44 Special, a Charter 2000 produz revólveres com câmaras para .22 Long Rifle/.22 Magnum (o "Pathfinder"), .357 Magnum (o "Mag Pug") e .38 Special (o "Off-Duty" e o "Police Bulldog").
Em 2005, a Charter 2000 anunciou que entraria com pedido de falência, culpando os custos associados a ações judiciais incômodas por seus problemas financeiros.
Em setembro de 2005, a MKS Supply firmou um acordo com a Charter Arms, onde a MKS Supply cuidaria das vendas, marketing e distribuição da Charter Arms.
Em 2008, a Charter Arms trouxe os novos revólveres "Patriot" ao mercado. Os revólveres Patriot foram compartimentados para o .327 Federal Magnum e estavam disponíveis em modelos de aço inoxidável de 2,2 ou 4 polegadas. O site Charter Arms em agosto de 2011 não listava mais este modelo na categoria de produtos.
Também em 2008, Charter Arms anunciou um novo revólver: o "Charter Arms Rimless Revolver". O novo revólver seria capaz de carregar e disparar cartuchos sem aro, como o 9mm, .40 S&W e .45 ACP sem a necessidade de "moon clips". Inicialmente, o revólver deveria ser lançado no início da primavera, no entanto, problemas relatados com as patentes atrasaram a introdução. A Charter Arms definiu uma data de lançamento de abril de 2009 para o "CARR". No entanto, ela perdeu esse prazo e os representantes da empresa sugeriram que a data de lançamento pode não ser até o "final de julho" de 2009. O CARR que foi posteriormente chamado de "Pitbull" finalmente teve a produção iniciada em agosto de 2011 e os primeiros modelos "Pitbull" tinham um cano de 2,3 polegadas e foram compartimentados para o cartucho .40 S&W, pois este era o cartucho mais popular nas agências de aplicação da lei dos EUA e permitiria que o "Pitbull" fosse usado como uma arma de reserva para a pistola de serviço no calibre 40.
Em outubro de 2010, a MKS interrompeu as vendas e marketing da Charter Arms que reassumiu a função de vendas e marketing.
Na SHOT Show 2018, a Charter apresentou o "Mag Pug" em .41 Remington Magnum de 5 tiros com cano de 2,5 polegadas e o "Bulldog XL" em .45 Colt .

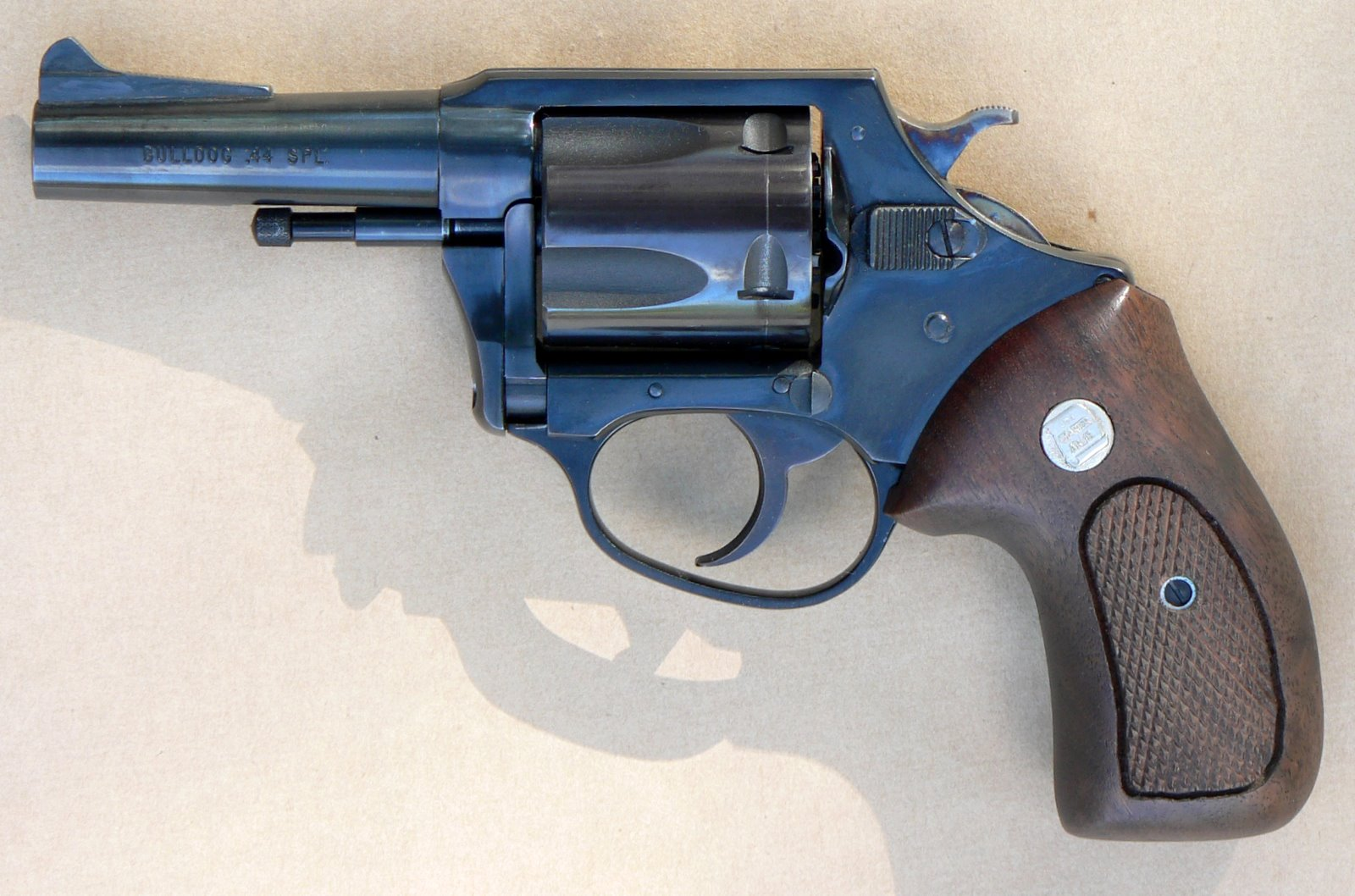
Charter Arms Bulldog em .44 Special.

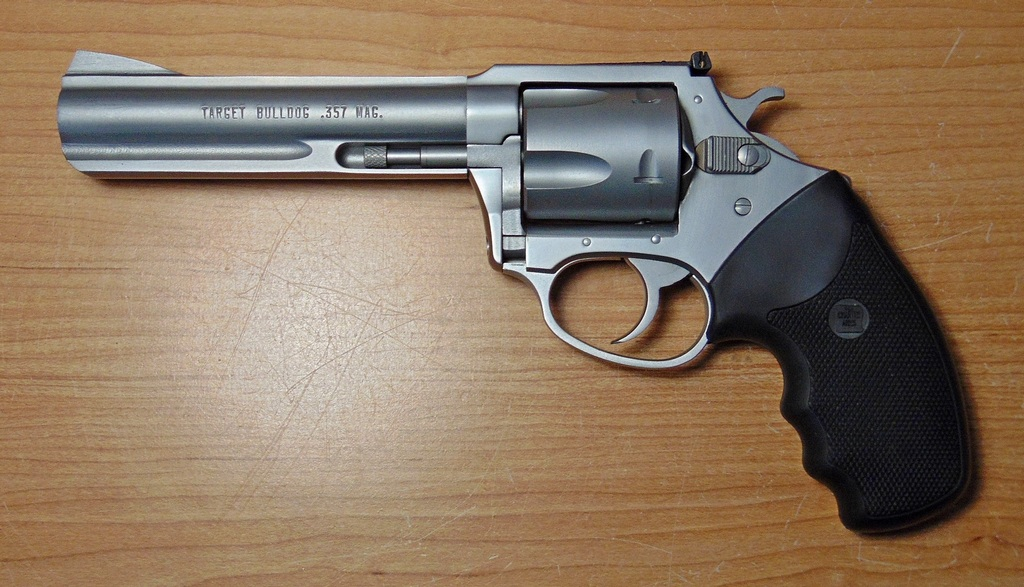
Charter Arms Target Bulldog
em .357 Magnum.

## Produtos
- Bulldog: .44 Special
- Bulldog XL: .45 Colt
- Target Bulldog: .357 Magnum
- Undercover: .38 Special
- Undercoverette: .32 H&R Magnum
- Mag Pug: .357 Magnum and .41 Remington Magnum
- Patriot: .327 Federal Magnum
- Pathfinder: .22 LR e .22 Magnum
- Off Duty: .38 Special (similar ao Undercover com cão sem "espora" pesando 12 oz (340 g))
- Dixie Derringer: .22 LR e .22 Magnum
- Pitbull: 9×19mm Luger, .40 S&W, e .45 ACP (mesmo quadro do Bulldog e do Pug)
- Southpaw: .38 Special (similar ao Undercover, mas feito para atiradores canhotos)[8]
- Pro 209 Primer Pistol: arma de festim (espoleta) usada para treinamento de cães e largada em pistas de provas.
- Professional: nos calibres .32 H&R Magnum[9] e .327 Federal Magnum[10]

## Uso em crimes
- Um Charter Arms "Undercover" .38 Special foi usado por Arthur Bremer para tentar assassinar George Wallace em 1972.
- O revólver "Bulldog" .44 Special ganhou notoriedade depois de ser usado pelo assassino em série David Berkowitz, conhecido como "Son of Sam", em sua onda de assassinatos.[11]
- Um Charter Arms "Undercover" .38 Special foi usado por Mark Chapman no assassinato de John Lennon em 8 de dezembro de 1980.[12][13]
- Um Charter Arms "Undercover" .38 Special foi usado por Mumia Abu-Jamal no assassinato do policial Daniel Faulkner em 9 de dezembro de 1981.
- Um Charter Arms "Undercover" foi usado por Van Brett Watkins Sênior para assassinar Cherica Adams, a namorada do ex-wide receiver do time Carolina Panthers Rae Carruth em um tiroteio em 1999.[14]